# Urbanisme 47
Urbanisme 47 was een wereldtentoonstelling die in 1947 werd gehouden in de Franse hoofdstad Parijs.
De tentoonstelling liep van 20 juli tot 17 augustus met als thema planologie en woonruimte, en werd gehouden in het Grand Palais met tien deelnemende Europese landen. Het Bureau International des Expositions erkende de tentoonstelling als vierde gespecialiseerde expo.